# Blauer Schwede

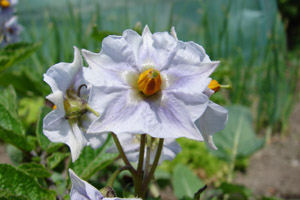
Blüte der Kartoffelsorte Blauer Schwede

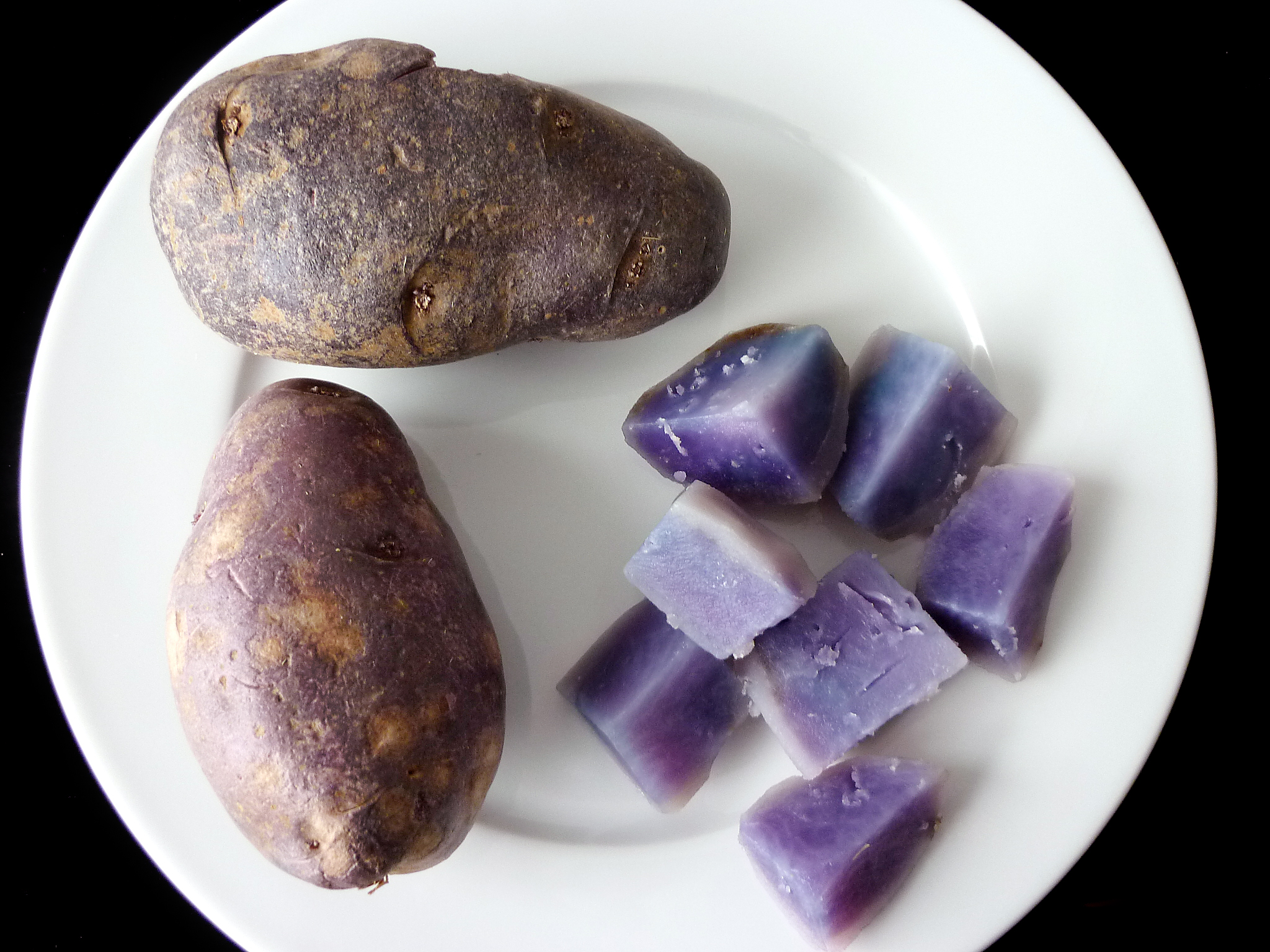
Knolle und Fleisch

Blauer Schwede (auch Blue Congo oder Idaho Blue) ist die Bezeichnung einer alten Kartoffelsorte. Die Kartoffel hat blau-violette Blüten und ein violettes Fleisch. Die Farbe ändert sich beim Kochen zu blau. Sie wird im August reif, ist zwischen mehligkochend und festkochend und hat einen intensiven, leicht süßlichen, Geschmack.
Der Blaue Schwede wurde zur Kartoffel des Jahres 2006 gekürt.